# Valdas Kasparavičius
Valdas Kasparavičius (ur. 17 stycznia 1958 w Kapsukas) - były litewski piłkarz, grający na pozycji obrońcy. Największym jego sukcesem jest zdobycie tytułu Litewskiego Piłkarza Roku za rok 1983.